# Дубровка (Оренбургская область)
Дубровка — село в Шарлыкском районе Оренбургской области, административный центр Дубровского сельсовета.

## Описание села
Село Дубровка разделено на две части: северную и южную, основная часть домов находится в северной. Через село проходит Школьная улица (имеет название Центральная в северной части), соединяющая населённый пункт с другими сёлами. В южной части села есть единственная, одноимённая с названием деревни улица, в северной же части шесть улиц: Лесная, Объездная, Кузнечная, Центральная (Школьная), Восточная и Садовая. В селе есть часовня, недалеко от южной окраины находятся ещё две.

## История
В списках 1926 г. - Дубровский. Населённый пункт стал административным центром Дубровского сельсовета 9 марта 2005 года, в соответствии с законом Оренбургской области.

## Объекты социальной сферы
Действуют фельдшеро-акушерский пункт, средняя школа, почтовое отделение, магазин.

## Население
| 2010 |
| ---- |
| 290  |